# Кировский (Курская область)
Ки́ровский — посёлок городского типа в Пристенском районе Курской области России, административный центр городского поселения посёлок Кировский.

## География
Расположен в юго-восточной части области в 7 км к северу от районного центра (Пристень). Железнодорожная станция Ржавский Завод на тупиковой ветке от станции Ржава.
Основанием для посёлка стал сахарный завод, построенный князем Клеймихелем в конце XIX века.
Статус посёлка городского типа — с 1974 года.

## Население
| 1979  | 1989  | 2002  | 2009  | 2010  | 2012  | 2013  | 2014  | 2015  |
| ----- | ----- | ----- | ----- | ----- | ----- | ----- | ----- | ----- |
| 4247  | ↘3951 | ↘3114 | ↘2768 | ↗2776 | ↘2714 | ↘2669 | ↘2635 | ↘2628 |
| 2016  | 2017  | 2018  | 2019  | 2020  | 2021  |       |       |       |
| ↘2622 | ↘2598 | ↘2587 | ↘2516 | ↘2462 | ↘2447 |       |       |       |

## Инфраструктура
Семенной завод — не работает.
Сахарный завод — разрушен.
Свеклопункт — разрушен.
Жд станция — само здание заброшено, пути разрушены.
Парк разрушен.
Универмаг «Кристалл» разрушен.
2 общежития, построенные в конце 19 века разрушены.
На территории посёлка находилось 2 дома культуры, один из них был разрушен, второй отремонтирован и действует по настоящее время.
Здание Дом быта частично заброшено, в нём действует только почта, мед пункт перенесён в здание Кировской школы

## Достопримечательности
- Скульптура на братской могиле 83 воинов Советской Армии, погибших в 1941—1943 гг.